# Широки, Петр
Петр Широки (чеш. Petr Široký; 29 июня 1903, Пышел — 17 февраля 1983, Просечнице) — чехословацкий лётчик и спортсмен, поручик ВВС Чехословакии.

## Биография
Родился 29 июня 1903 года в Пышеле у Тршебича, младший из пяти детей. Отец — Игнац Широки, каменщик. Мать — Мария Широка (в девичестве Главачкова), домохозяйка. Учился в школе в Пышеле в 1909—1917 годах, затем устроился в ученики на обувной завод «Ржига» (чеш. Říha) в Тршебиче. В 1920 году он перебрался в Брно, где работал на заводе «Андрейсек» (чеш. Andrejsek).
В 1923 году начал срочную службу во 2-м авиационном полку в Оломоуце, хотя мог быть признан негодным к службе из-за того, что не различал цвета индиго, сиреневый и бордовый. В 1924 году окончил лётную школу в Оломоуце, а в 1925 году поступил на курсы повышения квалификации лётчиков в Хебе. Позже занял должность пилота истребителя 1-го авиационного полка в Праге—Кбелах. В 1927—1928 годах окончил 8-месячные курсы ротмистров в Кошице, во время прохождения которых получи среднее образование. В 1928 году окончил курс полётов на ночных истребителях, в 1930 году стал инструктором в лётной школе в Хебе. В 1934 году стал работать инструктором Школы высшего пилотажа в Праге, основанной по распоряжению Министерства национальной обороны.
Впоследствии Широки стал членом пилотажной группы Франтишека Новака, которая исполняла акробатические номера высокого качества: иногда самолёты летали, будучи привязаны друг к другу тросами. В 1934 году группа выступала в Румынии, в 1935 году — в Венгрии и Югославии. В 1936 году на неофициальных соревнованиях Берлинской Олимпиады по воздушной акробатике Широки занял 2-е место, а 3-е место — Новак (победу одержал Отто фон Хагенбург). В том же году группа выступила в СССР. С 24 сентября 1936 года имел звание поручика (лейтенанта) ВВС Чехословакии. В 1937 году Широки выступал на соревнованиях в Цюрихе, заняв 2-е и 3-е места в сольной акробатике и выиграв золотую медаль в составе пилотажной группы «Семёрка Новака» (чеш. Novákova sedmička). В 1938 году группа одержала победу на соревнованиях в Бухаресте.
В 1939 году после оккупации Чехословакии немцами Широки переехал в Хоцень, где работал лётчиком-испытателем на предприятии Beneš a Mráz. С 1 июня 1940 года работал лётчиком-испытателем на предприятии Letov в Летнянах, с 1 июня 1941 года работал лётчиком-испытателем компании Avia. В 1942 году компания Škoda-Kauba начала разработку бомбардировщика, для испытаний которого вызвали Петра Широкого: главный лётчик-испытатель фирмы Messerschmitt отказался садиться в самолёт, думая, что тот не взлетит. Широкого заставили сесть в самолёт, угрожая бросить в тюрьму в случае отказа: чехи же старались перенести испытания на как более поздний срок. В назначенный день испытаний Широки намеренно разбил самолёт, получив серьёзные травмы: его бросили в тюрьму во дворце Печеков, где позже допрашивали, обвиняя в саботаже. Однако по ходатайству главного лётчика-испытателя Messerschmitt чех был освобождён, а авария задержала дальнейшую разработку самолёта. Тем не менее, с 1944 года Петру было запрещено летать.
В мае 1945 года он участвовал в Пражском восстании и захвате казарм в Кбелах. После войны снова стал лётчиком-испытателем компании Avia: какое-то время он проходил подозреваемым по делу о возможном сотрудничестве с нацистами, но был полностью оправдан и вернулся в компанию. 25 апреля 1947 года Петр Широки совершил первый полёт на чехословацком истребителе Avia S-199, модификации немецкого истребителя времён Второй мировой Messerschmitt Bf 109. С 19 сентября 1953 года в запасе армии в звании поручика (лейтенанта). Проработал до 1958 года лётчиком-испытателем в Avia, после чего вышел на пенсию. Всего совершил 20 тысяч полётов на 60 типах самолётов и налетав 5 тысяч часов. На пенсии увлекался охотой, сотрудничал с компанией Interlov.
Супруга — Франтишка Широка (чеш. Františka Široka) из Пышела (женился в 1933 году). Сыновья Яромир (род. 22 февраля 1934) и Петр-младший (род. 25 ноября 1939). Петр Широки-старший скончался 17 февраля 1983 года в Просечнице. Похоронен в Праге.